# Heteragrion azulum
Heteragrion azulum är en trollsländeart som beskrevs av Meryle Byron Dunkle 1989. Heteragrion azulum ingår i släktet Heteragrion och familjen Megapodagrionidae. Inga underarter finns listade i Catalogue of Life.